# Lista dos dez principais procurados pelo FBI dos anos 60
Em 1960, o FBI, comandado pelo Diretor J. Edgar Hoover, que publicou uma lista (pelo décimo primeiro ano) dos Dez foragidos mais procurados pelo FBI.
No início de 1960, sete dos dez lugares na lista permaneciam ocupados por fugitivos de longa data, ainda em liberdade:
- 1950 #14 (dez anos), Frederick J. Tenuto ainda foragido
- 1952 #36 (oito anos), James Eddie Diggs ainda foragido
- 1954 #78 (seis anos), David Daniel Keegan ainda foragido
- 1956 #97 (quatro anos), Eugene Francis Newman ainda foragido
- 1958 #107 (dois anos), Angelo Luigi Pero processo arquivado em 2 de Dezembro de 1960
- 1959 #112 (um ano), Edwin Sanford Garrison preso em 9 de setembro de 1960
- 1959 #116 (oito meses), Billy Owens Williams preso em 4 de março de 1960

Este seria um ano de muito sucesso na captura de fugitivos da lista dos Dez foragidos mais procurados pelo FBI, abrindo espaço para que novos foragidos fossem adicionados à lista.  Como resultado disso, o FBI foi capaz de adicionar vinte e dois novos fugitivos à lista durante o ano, um recorde desde a edição de vinte e quatro foragidos em 1953.

## Fugitivos de 1960
Os dez foragidos mais procurados da lista do FBI em 1960 (na ordem original):

### Kenneth Ray Lawson
4 de janeiro de 1960 #124; dois meses na lista, Kenneth Ray Lawson: Fugitivo americano detido em 17 de março de 1960, em Laredo, Texas

### Ted Jacob Rinehart
25 de janeiro de 1960 #125; dois meses na lista, Ted Jacob Rinehart: Fugitivo americano detido em 6 de março de 1960 em Granada Hills, California, depois de um cidadão reconhecê-lo em um cartaz de procurado. Rinehart contou aos agentes que soube que estava na lista dos dez foragidos mais procurados pelo FBI por meio de um programa de televisão local.

### Charles Clyatt Rogers
18 de março de 1960 #126; dois meses na lista, Charles Clyatt Rogers: Fugitivo americano detido em  11 de maio de 1960, em Minneapolis, Minnesota, enquanto estava na fila de um sopão no centro do Exército de Salvação. Foi reconhecido por um policial que recolhia os cartazes de procurado.

### Joseph Corbett, Jr.
30 de março de 1960 #127; sete meses na lista, Joseph Corbett, Jr.: Ficou em liberdade condicional em 1987; condenado à prisão perpétua; foragido nos EUA e Canadá até ser preso em 29 de outubro de 1960, em Vancouver, British Columbia, pela polícia canadense, após ele ser reconhecido por moradores, devido a um artigo na revista Reader's Digest, de novembro de 1960; era procurado pelo sequestro e assassinato do rico herdeiro Adolph Coors III.

### William Mason
6 de abril de 1960 #128; três semanas na lista, William Mason: Fugitivo americano detido em 27 de abril de 1960, em Milwaukee, Wisconsin.

### Edward Reiley
10 de maio de 1960 #129; três semanas na lista, Edward Reiley: Fugitivo americano detido em 24 de maio de 1960, em Rockford, Illinois, pelo xerife local, após ser reconhecido por um vendedor em um cartaz de procurado. Ao ser preso, ele implorou: "Não atire! Eu sou o cara que você quer".

### Harold Eugene Fields
25 de maio de 1960 #130; quatro meses na lista, Harold Eugene Fields: Fugitivo americano detido em 5 de setembro de 1960, em Schererville, Indiana. Fields contou sob custódia aos agentes do FBI que a descoberta de seu lugar na lista dos mais procurados o convenceu que seus dias de liberdade estavam contados e sua apreensão não foi uma surpresa.

### Richard Peter Wagner
23 de junho de 1960 #131; dois dias na lista, Richard Peter Wagner: Fugitivo americano detido em 25 de junho de 1960, em Ray, Minnesota, após um morador reconhecê-lo por um artigo no jornal. Como era um lenhador experiente, Wagner estava servindo como um guia de caça e pescaria quando foi capturado.

### James John Warjac
19 de julho de 1960 #132; três dias na lista, James John Warjac: Fugitivo americano detido em 22 de julho de 1960 em Los Angeles, California.

### Ernest Tait
16 de agosto de 1960 #133; um mês na lista, sendo o fugitivo #23 na lista de 1951, Ernest Tait: Fugitivo americano detido em 10 de setembro de 1960, em Denver, Colorado; sendo essa sua segunda aparição na lista, foi preso em 12 de julho de 1951, em Miami, Florida.

### Clarence Leon Raby
19 de agosto de1960 #134; uma semana na lista, Clarence Leon Raby: Fugitivo americano que rendeu-se às autoridades locais em 28 de agosto de 1960, na casa dos pais em Heiskell, Tennessee.

### Nathaniel Beans
12 de setembro de 1960 #135; três semanas na lista, Nathaniel Beans: Fugitivo americano detido em 30 de setembro de 1960, em Buffalo, New York, por um policial que o reconheceu por um artigo em uma revista.

### Stanley William Fitzgerald
20 de setembro de 1960 #136; dois dias na lista, Stanley William Fitzgerald: Fugitivo americano detido em 22 de setembro de 1960, em Portland, Oregon pelo FBI, após um morador reconhecê-lo em uma foto de revista.

### Donald Leroy Payne
6 de outubro de 1960 #137; cinco anos na lista, Donald Leroy Payne: Processo arquivado em 26 de novembro de 1965, em Houston, Texas, por autoridade locais.

### Charles Francis Higgins
10 de outubro de 1960 #138; uma semana na lista, Charles Francis Higgins: Fugitivo americano detido em 17 de outubro de 1960, em Kirkwood, Missouri, após ser reconhecido por um policial em um retrato numa revista.

### Robert William Schultz Jr.
12 de outubro de 1960 #139; um mês na lista, Robert William Schultz Jr.: Fugitivo americano detido em 4 de novembro de 1960, em Orlando, Florida.

### Merle Lyle Gall
17 de outubro de 1960 #140; três meses na lista, Merle Lyle Gall: Fugitivo americano detido em 18 de janeiro de 1961, em Scottsdale, Arizona.

### James George Economou
31 de outubro de 1960 #141; cinco meses na lista, James George Economou: Fugitivo americano detido em 22 de março de 1961, em Los Angeles, California, após uma dica de um informante.

### Ray Delano Tate
18 de novembro de 1960 #142; uma semana na lista, Ray Delano Tate: Fugitivo americano que rendeu-se ao editor do jornal New York Daily Mirror, em 25 de novembro de 1960. Ele foi levado sob custódia imediatamente por agentes do FBI.

### John B. Everhart
22 de novembro de 1960 #143; três anos na lista, John B. Everhart: Fugitivo americano detido em 6 de novembro de 1963, em San Francisco, California, enquanto pintava a casa.

### Herbert Hoover Huffman
19 de dezembro de 1960 #144; uma semana na lista, Herbert Hoover Huffman: Fugitivo apreendido em 29 de dezembro de 1960, em Cleveland, Ohio, após um colega de trabalho reconhecê-lo de um cartaz de procurado.

### Kenneth Eugene Cindle
23 de dezembro de 1960 #145; quatro meses na lista, Kenneth Eugene Cindle: Fugitivo apreendido em 1 de abril de 1961, em Cochran County, Texas, após um fazendeiro local ver sua foto na televisão, e reconhecê-lo como um viajante ao qual tinha dado carona mais cedo; ele esteve viajando ao redor do país e trabalhando em bicos para evitar sua apreensão.

### Listas posteriores
- Lista dos dez principais procurados pelo FBI dos anos 2020
- Lista dos dez principais procurados pelo FBI dos anos 2010
- Lista dos dez principais procurados pelo FBI dos anos 2000
- Lista dos dez principais procurados pelo FBI dos anos 1990
- Lista dos dez principais procurados pelo FBI dos anos 1980
- Lista dos dez principais procurados pelo FBI dos anos 1970
- Lista dos dez principais procurados pelo FBI dos anos 1960

### Listas anteriores
- Lista dos dez principais procurados pelo FBI dos anos 1950